# Lexington Avenue

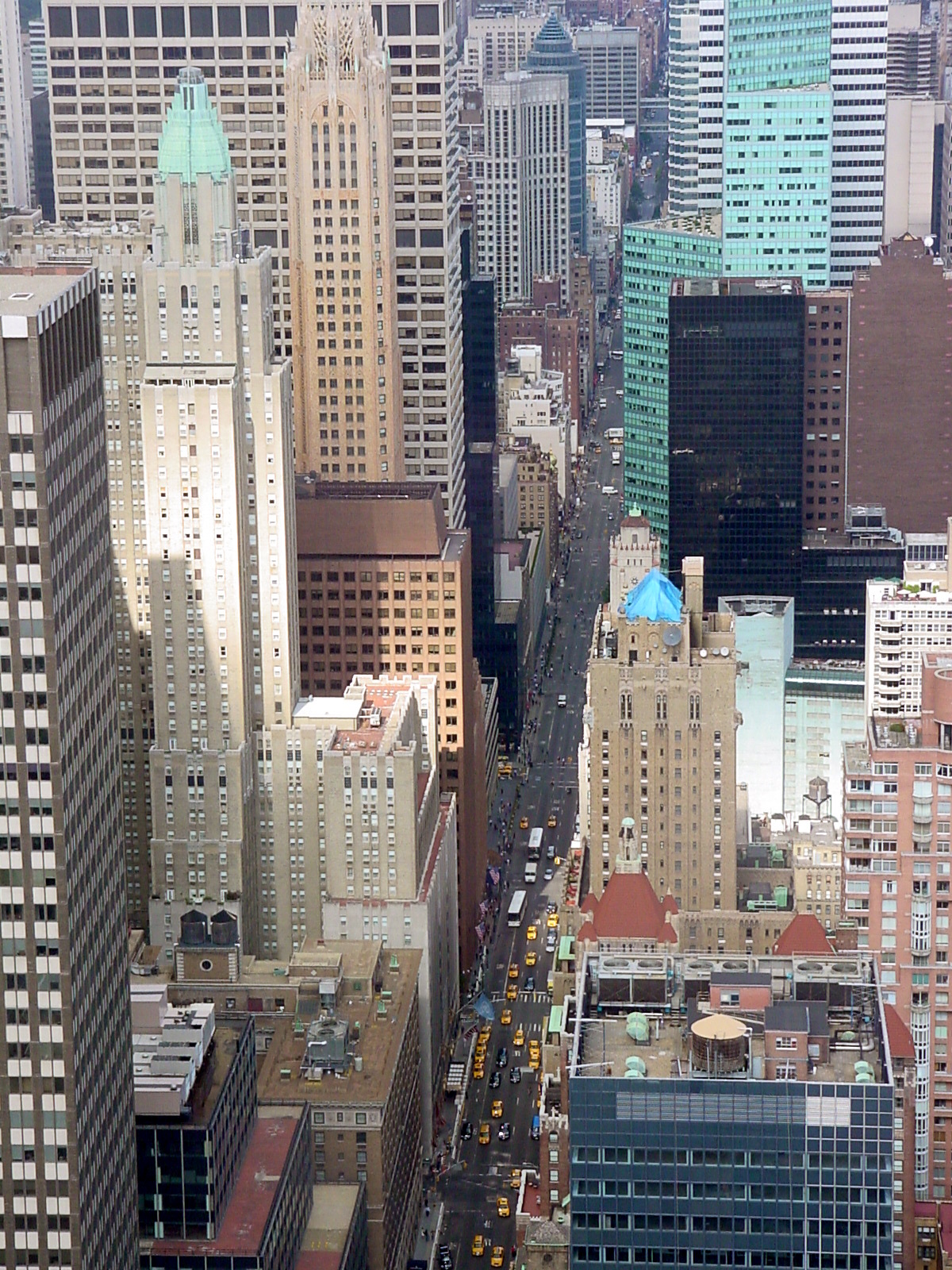
Lexington Avenue, sedd från Chrysler Building

Lexington Avenue är en aveny på östra sidan av Manhattan i New York. Den är en sydgående envägsgata som går från East 131st Street till Gramercy Park vid East 21st Street. Lexington Avenue är 8,9 km lång och passerar 110 kvarter genom Harlem, Carnegie Hill, Upper East Side, Midtown och Murray Hill. Söder om Gramercy Park fortsätter den som Irving Place till East 14th Street.
Parallellt med Lexington Avenue går Park Avenue i väst och Third Avenue i öst.